# Jaalan kirkonkylä
Jaalan kirkonkylä ou Jaala est un quartier de Jaala à Kouvola en Finlande .

## Description
Le village Jaalan kirkonkylä est situé sur la rive nord du lac Pyhäjärvi, qui est le centre de l'ancienne municipalité de Jaala.
On peut y voir, entre-autres, l'église de Jaala, le musée Verla, le lac Pyhäjärvi, le Pont Myllysilta, les rapides Tuomaankoski et la bibliothèque de Jaala.
Les quartiers voisins sont Pohjois-Jaala, Pilkanmaa, Oravala, Selänpää et Vekaranjärvi.

## Galerie

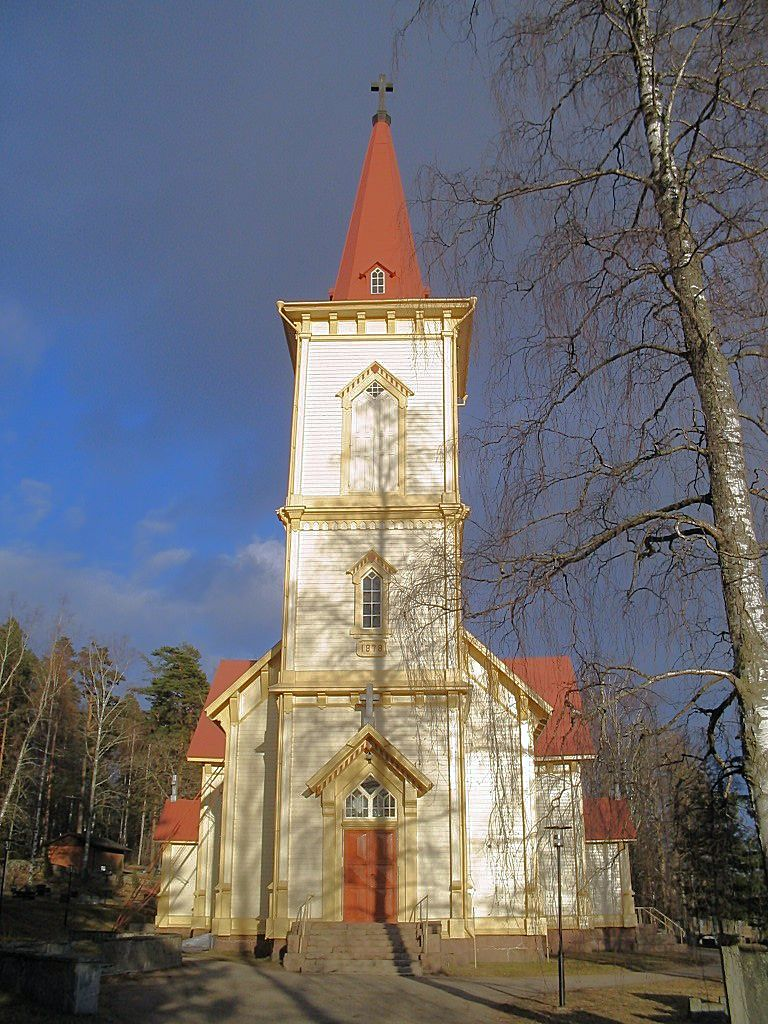
Église de Jaala
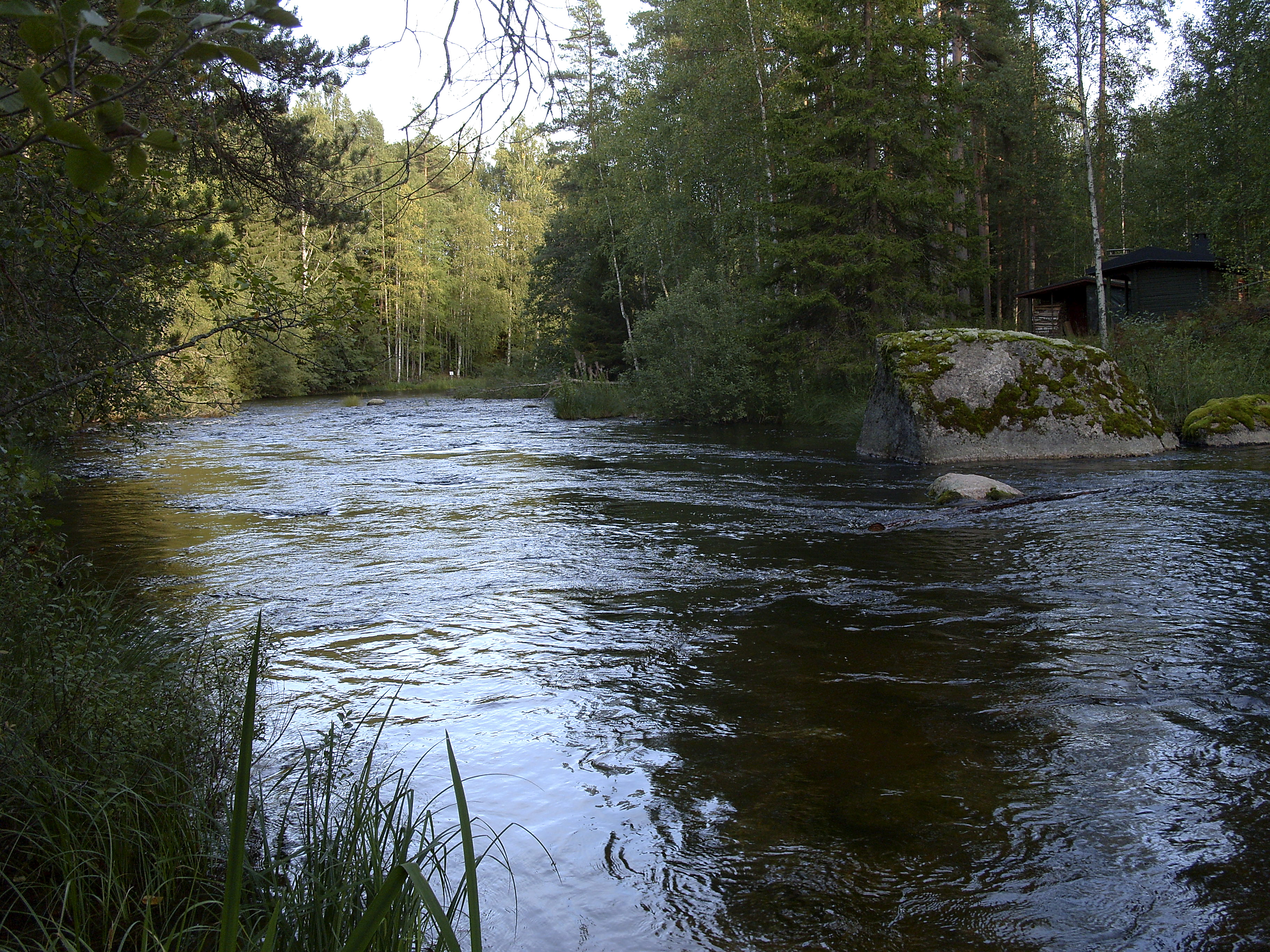
Rapides Tuomaankoski.
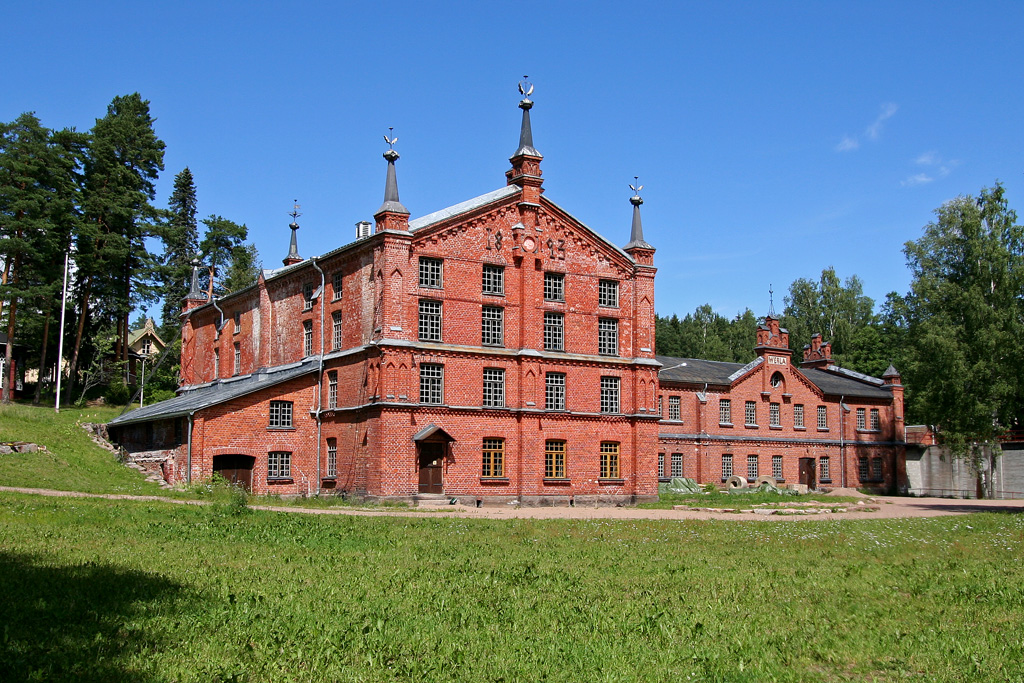
Verla.
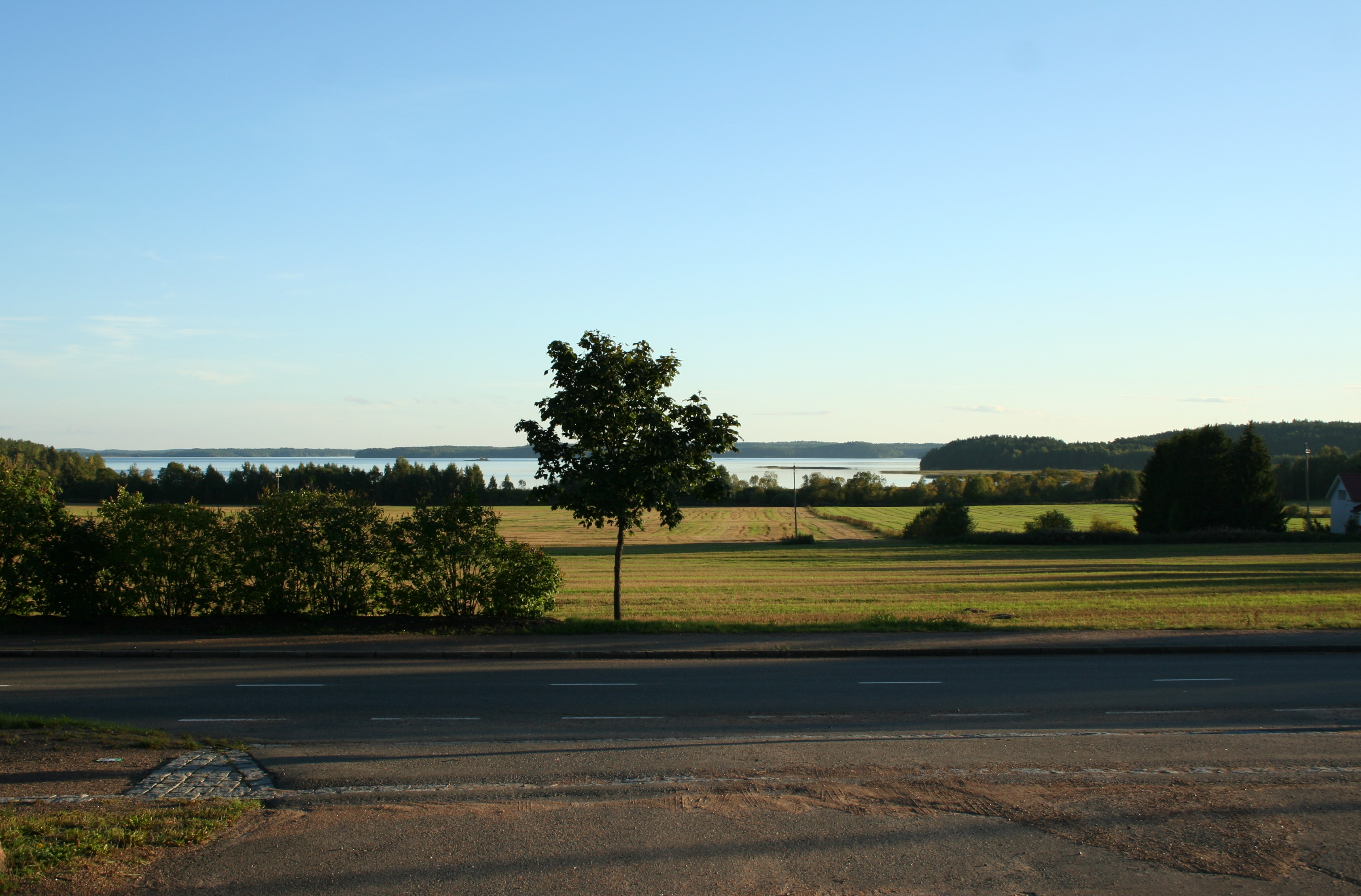
Pyhäjärvi.
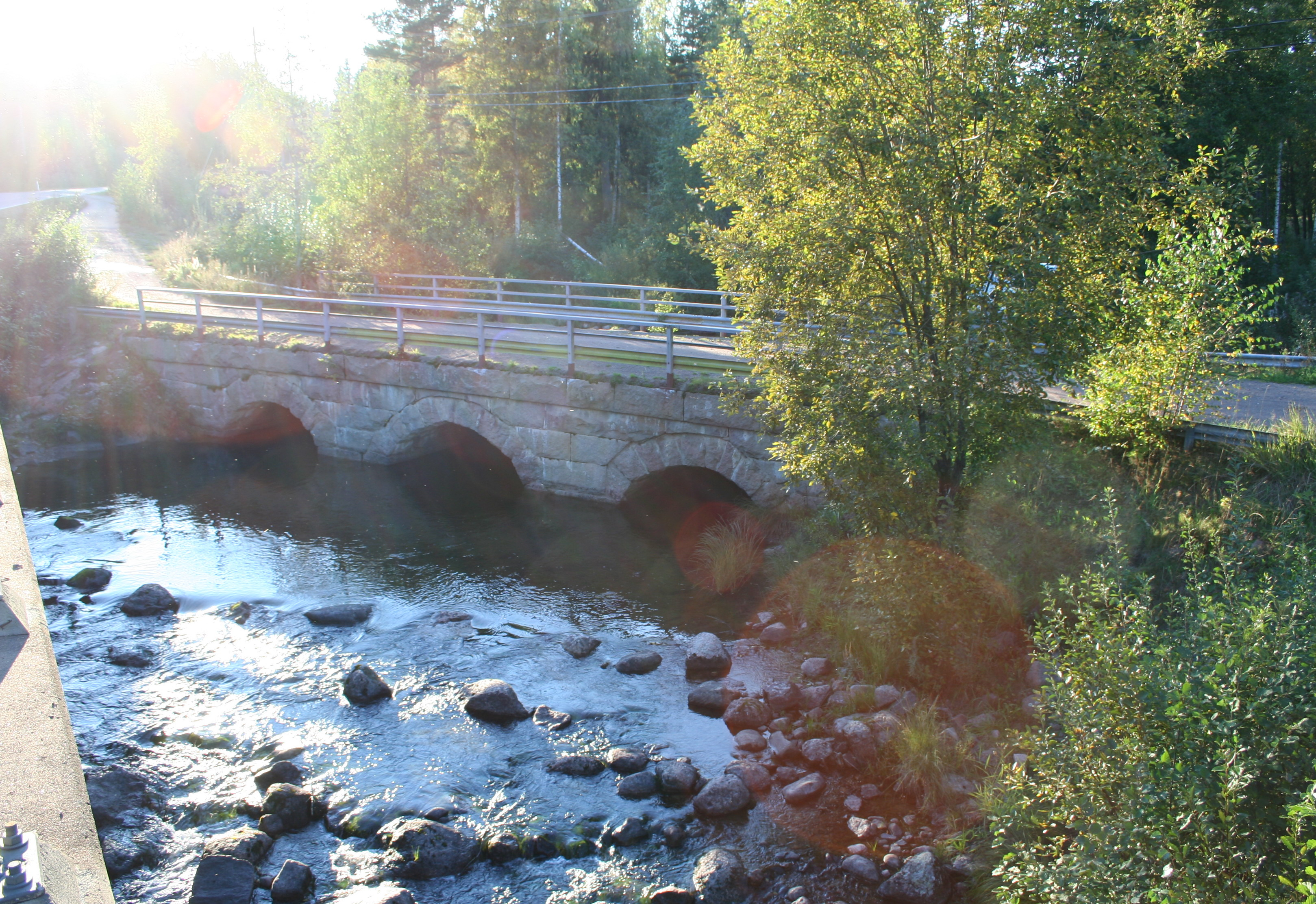
Pont Myllysilta.